# Georgina de Albuquerque

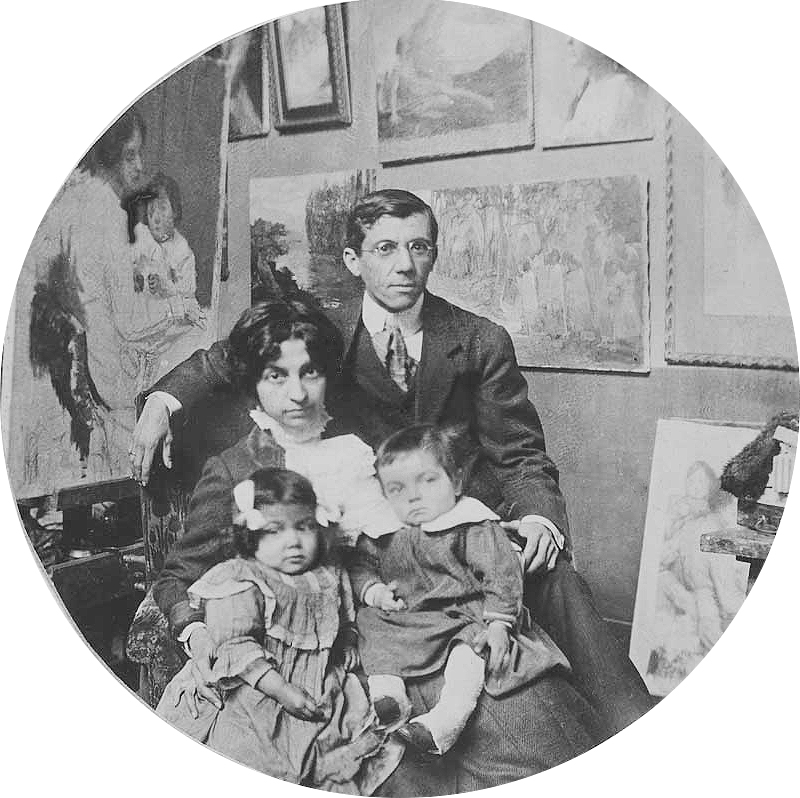
Lucílio und Georgina de Albuquerque

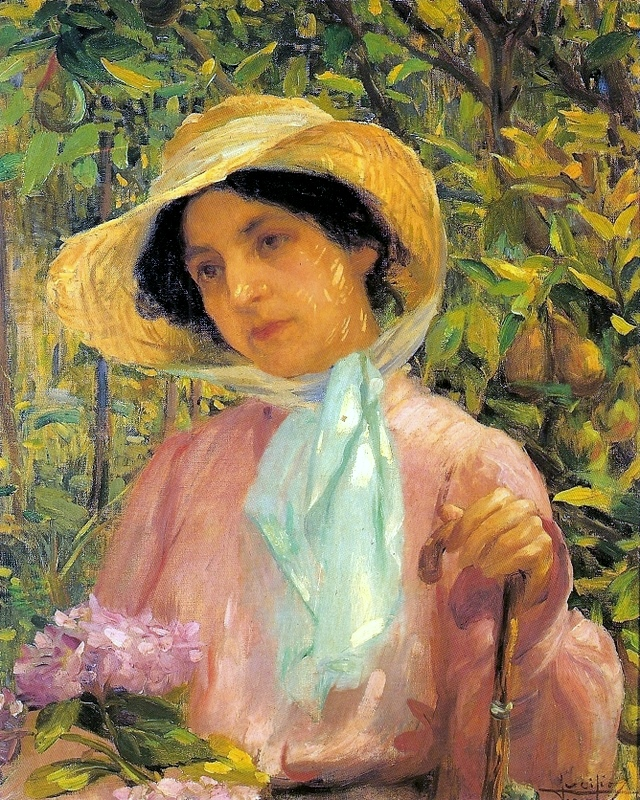
Porträt durch Lucílio de Albuquerque, 1907, Öl auf Leinwand, 61 × 50 cm

Georgina Moura Andrade Albuquerque (* 4. Februar 1885 in Taubaté; † 29. August 1962 in Rio de Janeiro) war eine brasilianische impressionistische Malerin, Grafikerin und Kunsthochschullehrerin. Bekannt wurde sie für ihre Landschafts- und Genrebilder.

## Leben
Sie wurde in Taubaté, einem Ort im Landesinneren der damaligen Provinz São Paulo geboren. In Taubaté erhielt sie fünfzehnjährig ab 1900 ersten Mal- und Grundlagenunterricht bei dem italienischen Maler Rosalbino Santoro, einem Lehrer an der Kunst- und Kunstgewerbeschule Liceu de Artes e Ofícios de São Paulo, der zudem Kontakte zu den Plein-air-Malern der Grupo Grimm unterhielt. 1904 zog sie nach Rio de Janeiro und schrieb sich an der Escola Nacional de Belas Artes (ENBA) ein. Hier nahm sie zunächst Unterricht bei Henrique Bernardelli. Sie lernte dort Lucílio de Albuquerque kennen und heiratete ihn 1906. Lucílio hatte anlässlich der Ausstellung Exposição Geral de Belas Artes 1906 den Prêmio Viagem erhalten, ein mehrjähriges Reisestipendium für Europa. Im gleichen Jahr reiste das Paar nach Paris, wo sich beide bei der École nationale supérieure des beaux-arts de Paris und der Académie Julian einschrieben. Georgina erhielt Unterricht bei den Malern Paul Gervais, bekannt für seine Allegorien, Victor-Oscar Guétin, dem Amerikaner Oscar Miller, Adolphe Déchenaud und Henri Royer. 
Lucílio de Albuquerque schuf 1907 ein Ölporträt von ihr, das sich heute in der Pinacoteca do Estado de São Paulo befindet.
1911 kehrte sie nach Rio de Janeiro zurück und hatte in Folge verschiedene Einzel- und Gemeinschaftsausstellungen. 1927 wurde sie zur Kunsthochschullehrerin an die Escola Nacional de Belas Artes berufen und lehrte dort künstlerisches Zeichnen bis 1948. 1940 hatte sie nach dem Tod ihres Ehemannes das Museu Lucílio de Albuquerque gegründet. In den Jahren 1952 bis 1954 war sie Direktorin der Escola Nacional de Belas Artes.

## Ausstellungen
- 1977: Exposição Lucílio e Georgina de Alberquerque. Em comemoração ao centenário de nascimento de Lucílio de Albuquerque. Museu Nacional de Belas Artes, Rio de Janeiro

## Werke

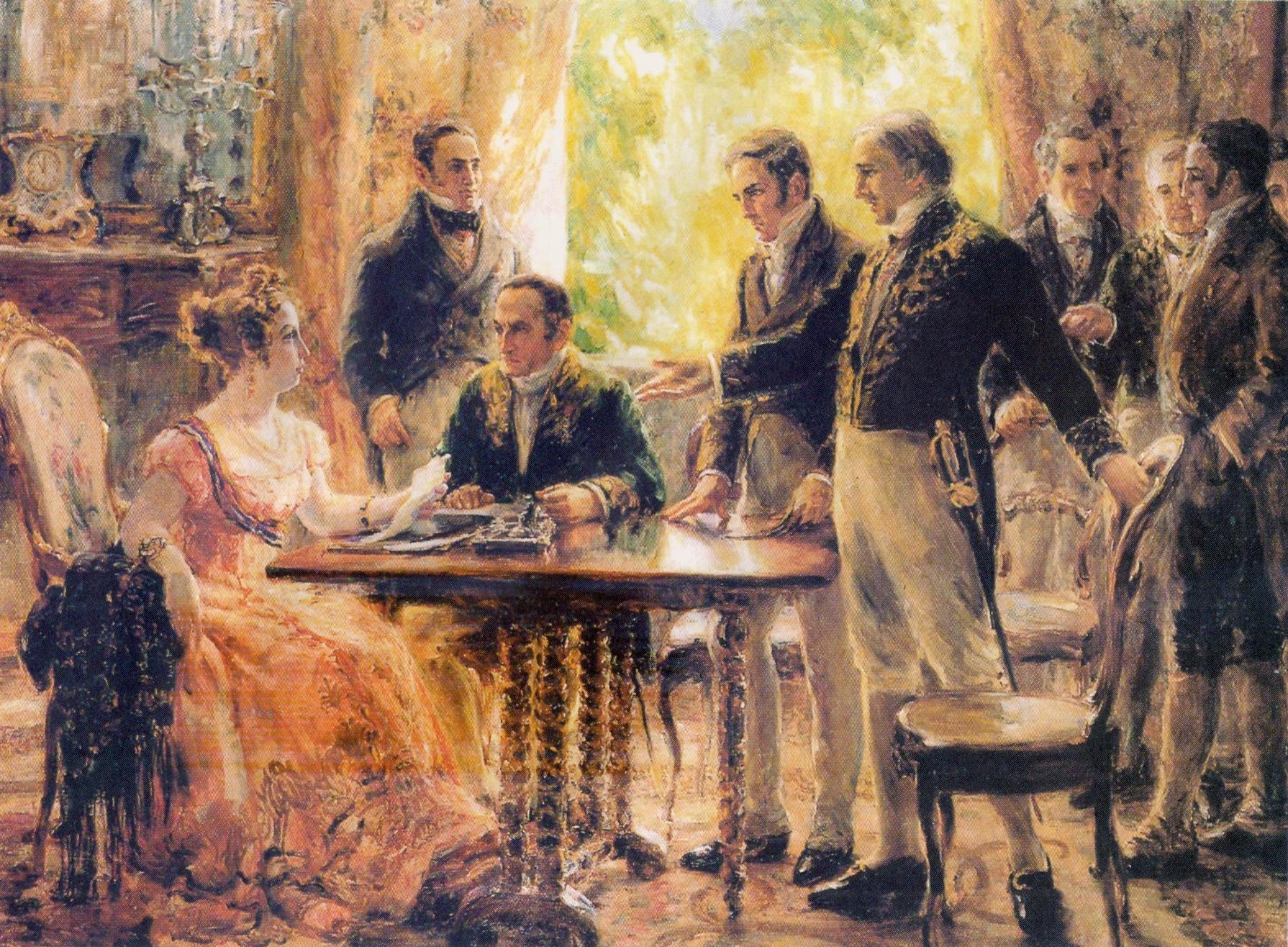
Sessão do Conselho de Estado que Decidiu a Independência. 210 × 265 cm, Öl auf Leinwand, 1922.